# Taeniopteryx lonicera
Taeniopteryx lonicera is een steenvlieg uit de familie vroege steenvliegen (Taeniopterygidae). De wetenschappelijke naam van de soort is voor het eerst geldig gepubliceerd in 1968 door Ricker & Ross.